# Hauts-Forts
Hauts-Forts – szczyt w Préalpes de Savoie, części Alp Zachodnich. Leży we wschodniej Francji w regionie Owernia-Rodan-Alpy. Należy do Massif du Chablais. Jest to najwyższy szczyt masywu Chablais.